# Enclos paroissial de Saint-Ségal
L'enclos paroissial de Saint-Ségal est un enclos paroissial situé dans la commune de Saint-Ségal (Finistère, Bretagne). Il inclut la chapelle Saint-Sébastien, un calvaire et une porte triomphale,. Il est classé monument historique en 1958.

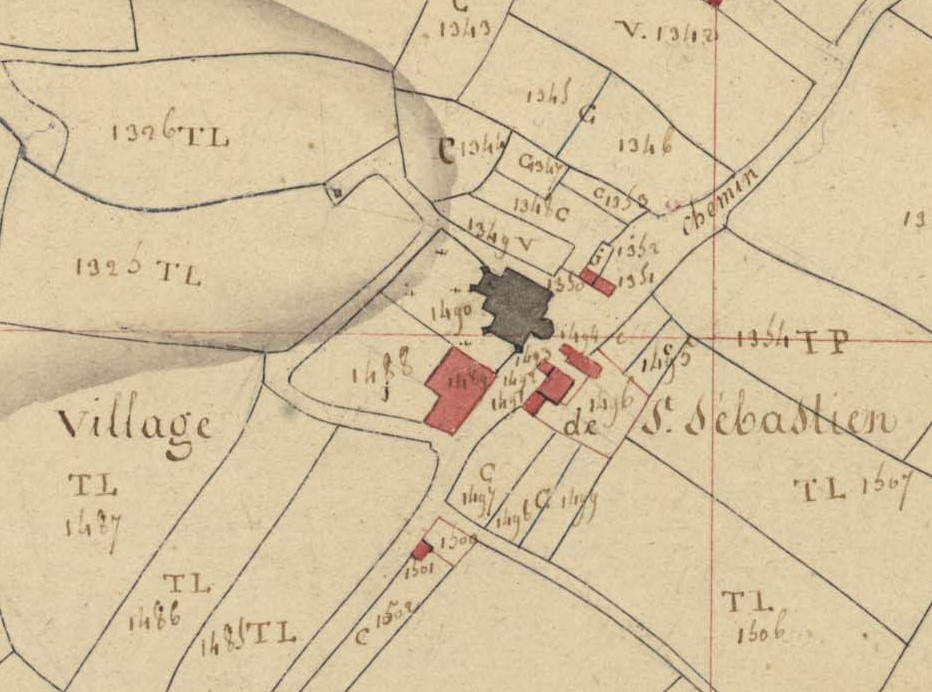
Plan de l'enclos en 1810.

## Galerie

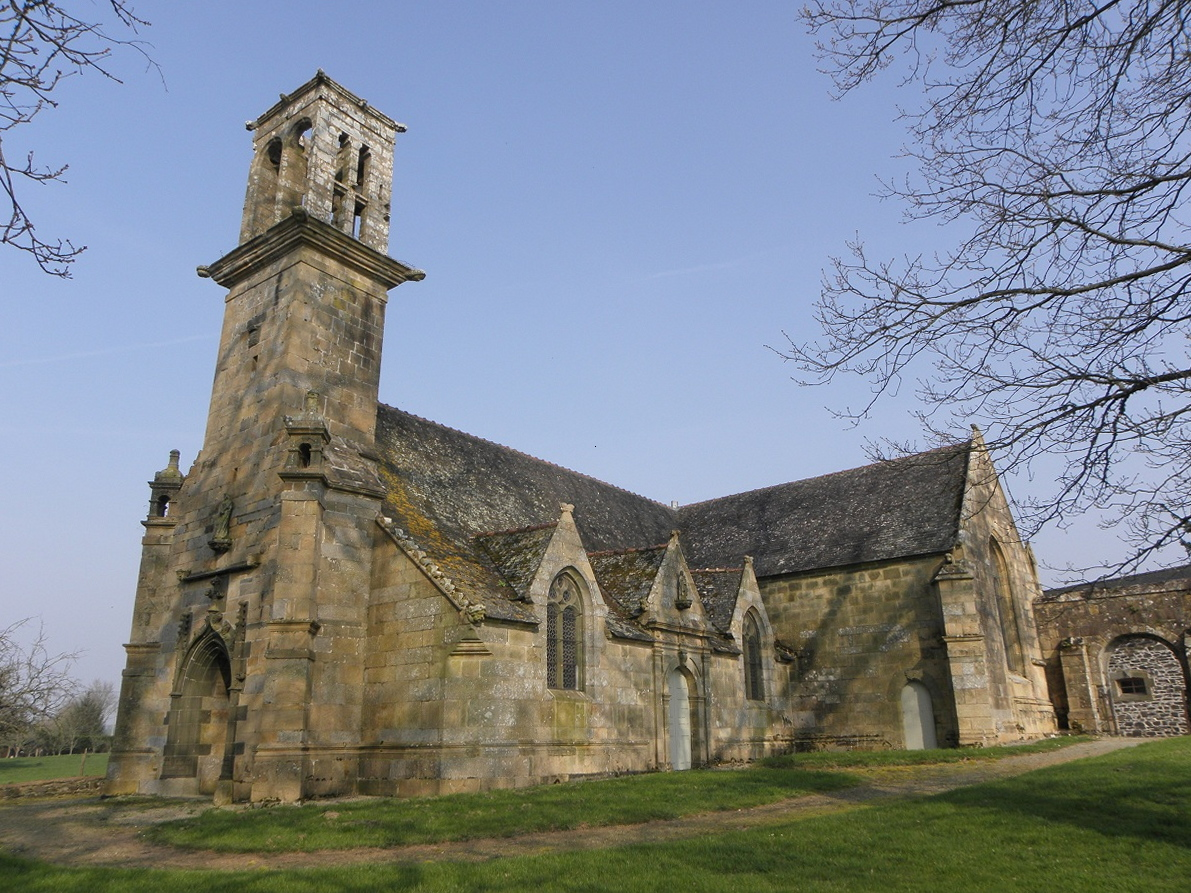
La chapelle.
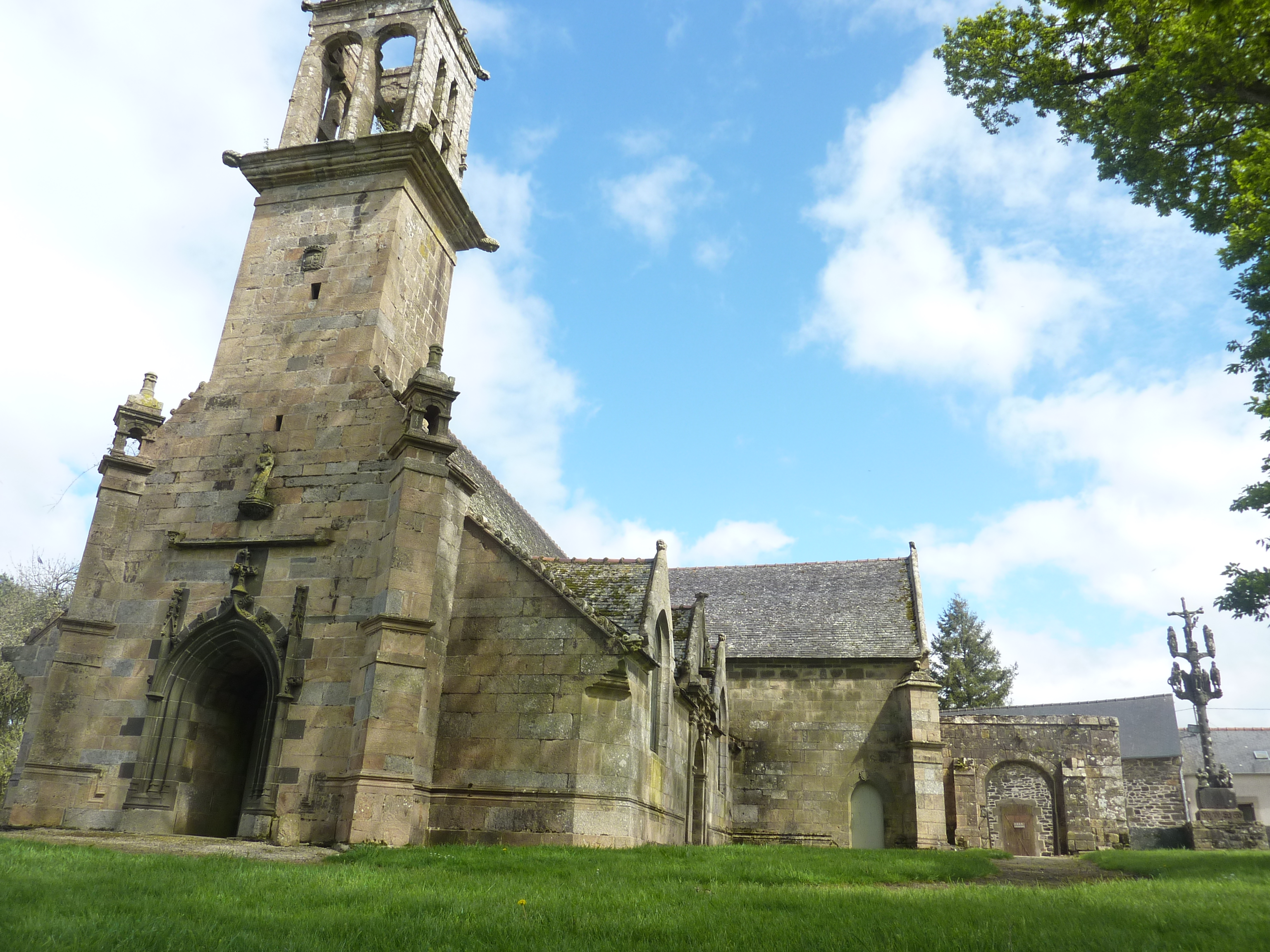
La chapelle.
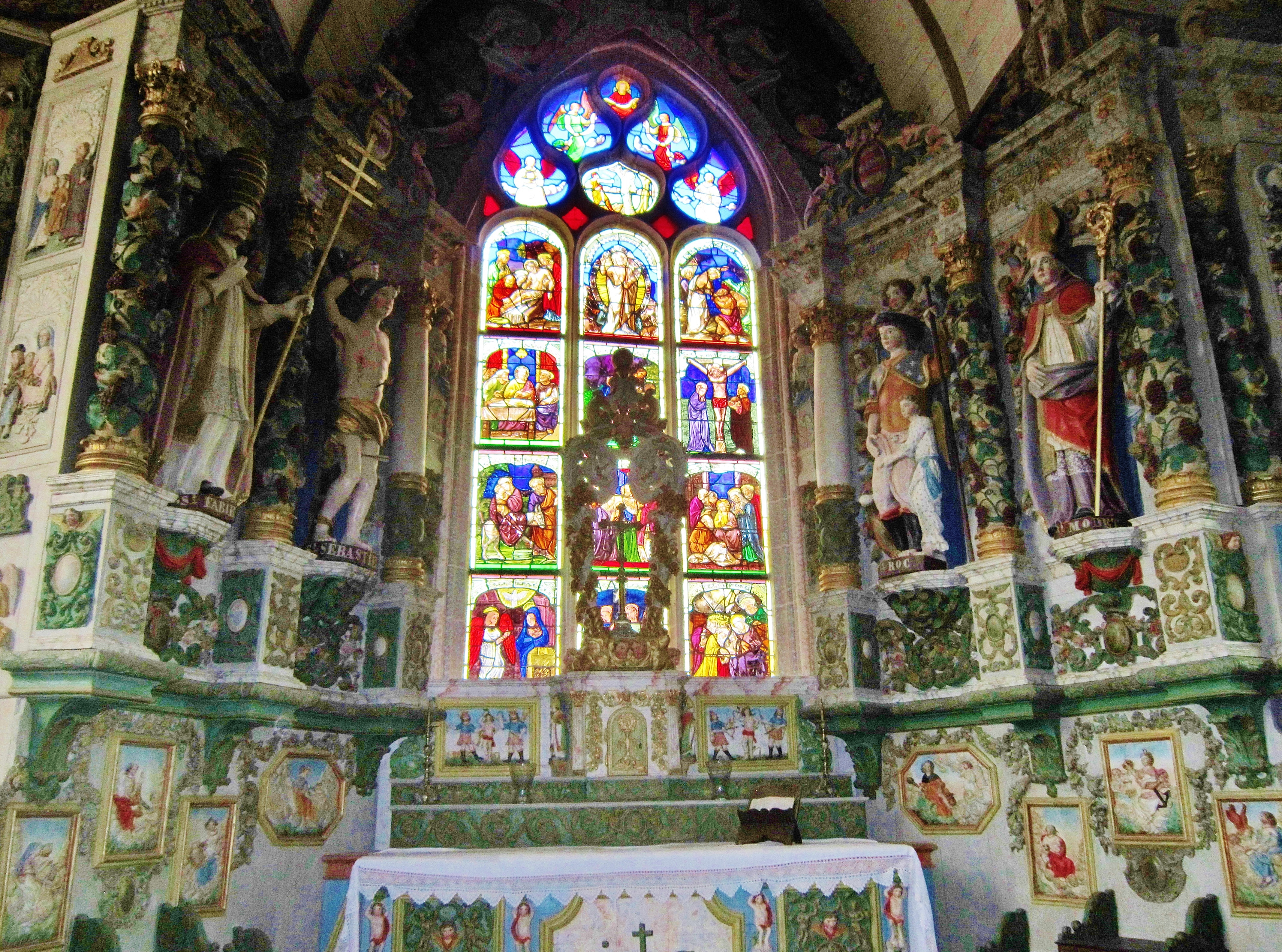
Le chœur.
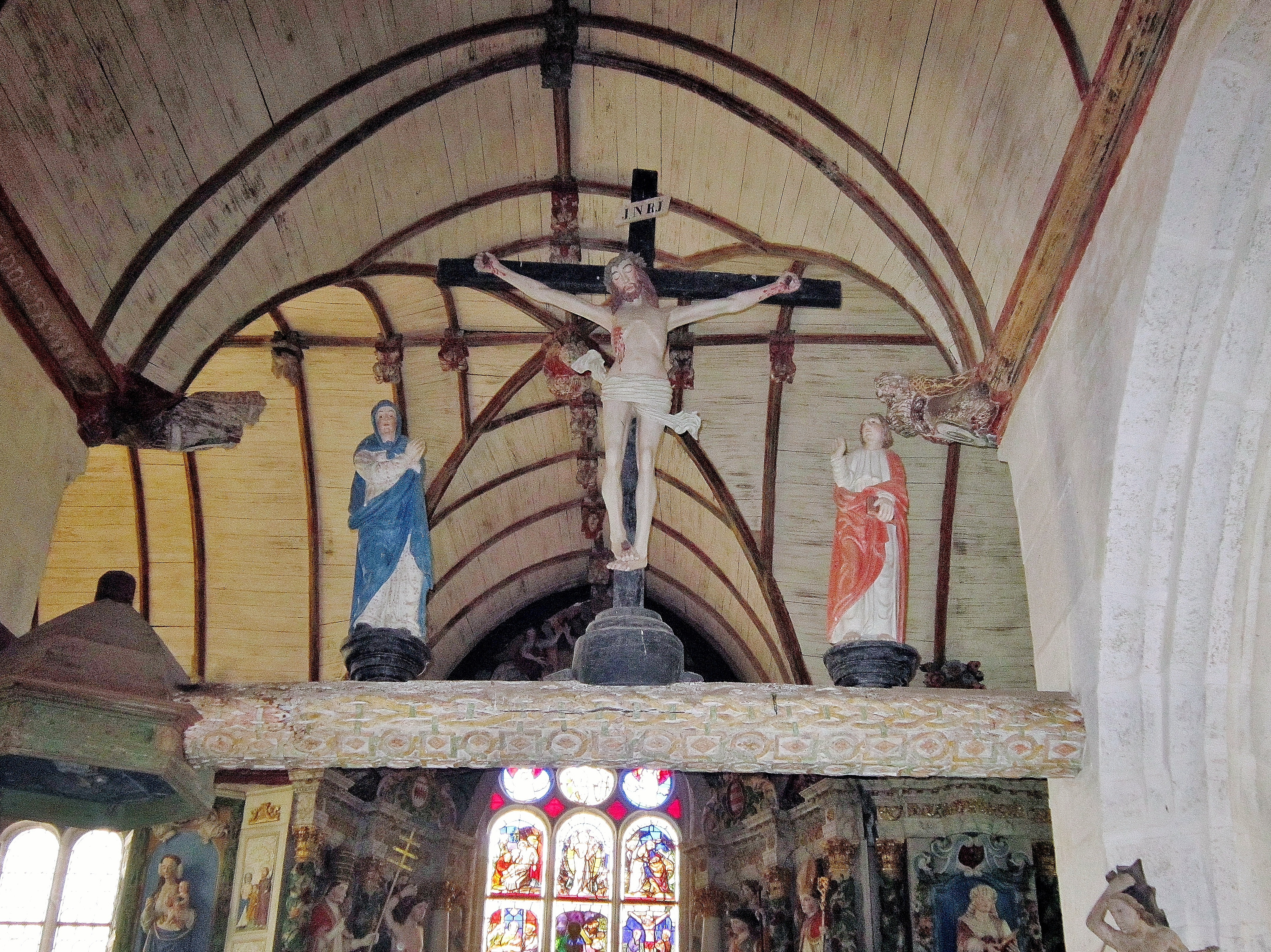
La poutre de gloire.
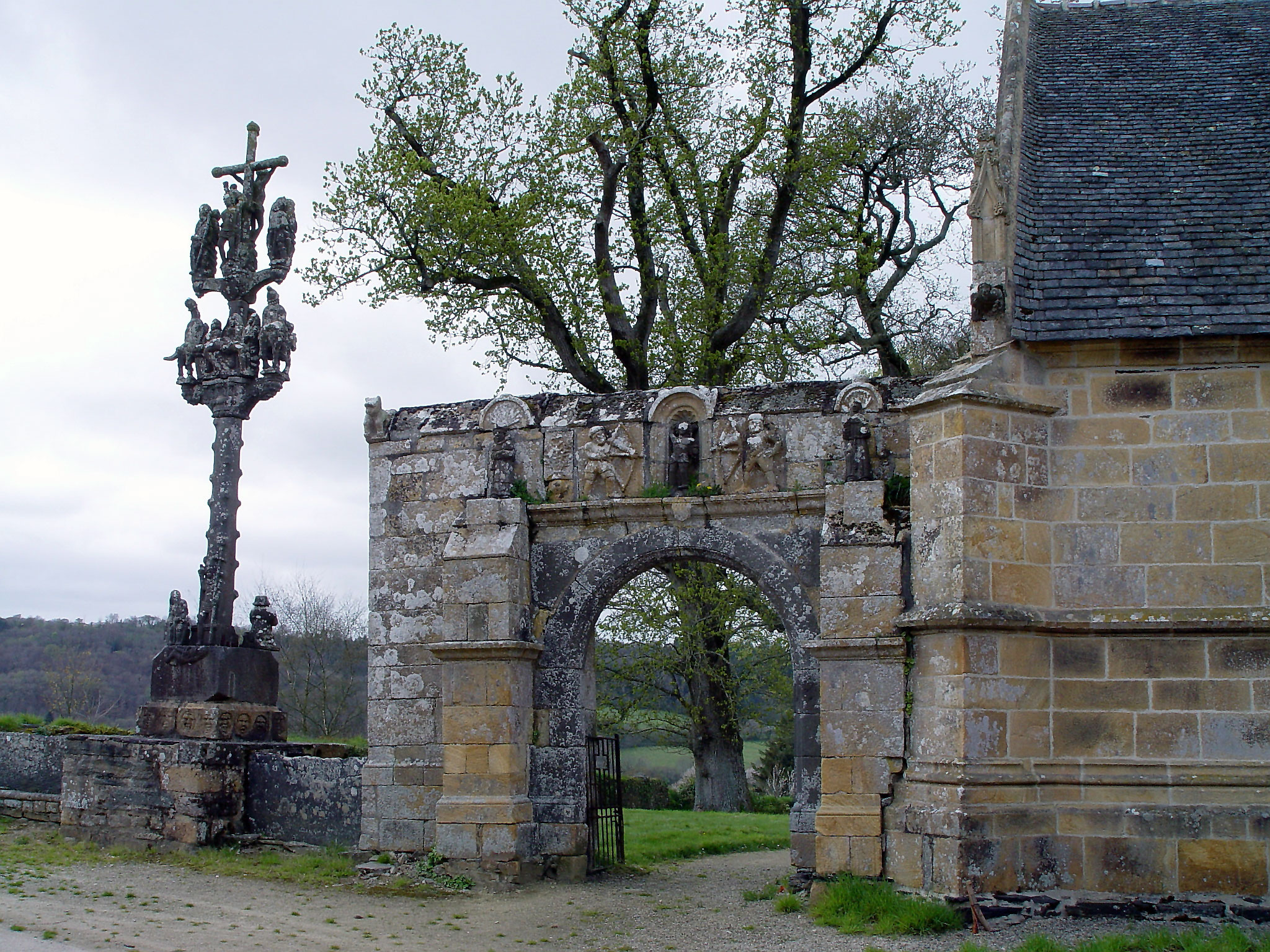
Le calvaire et la porte triomphale.
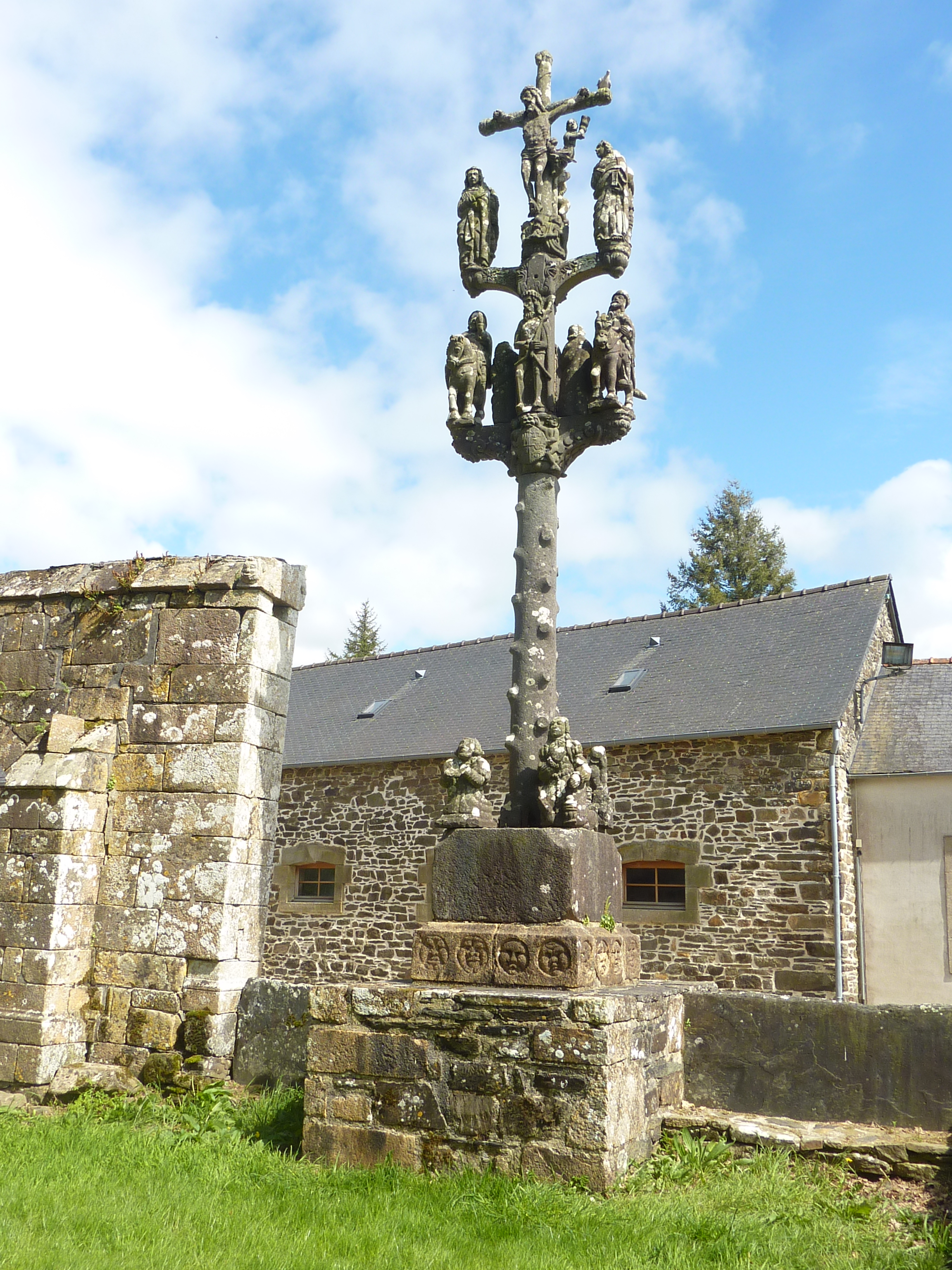
Le calvaire.
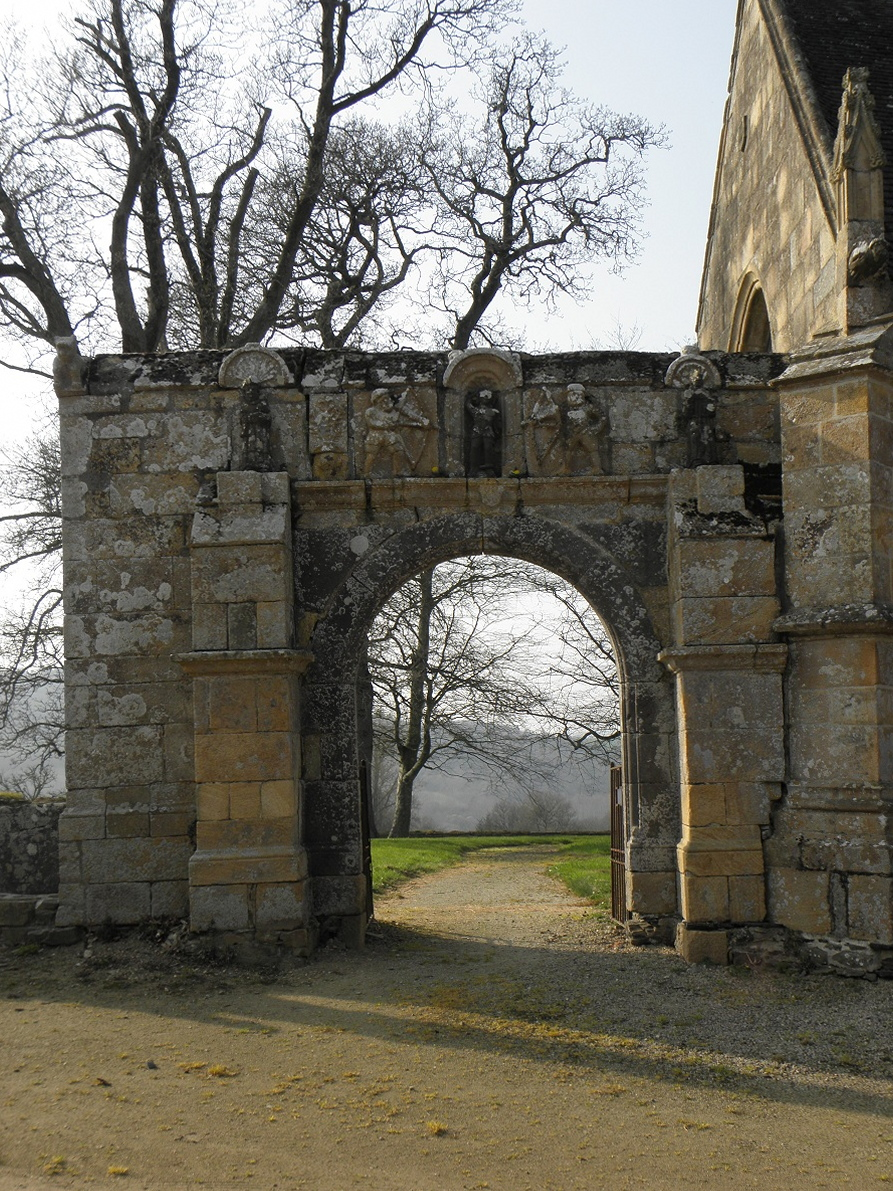
La porte triomphale.
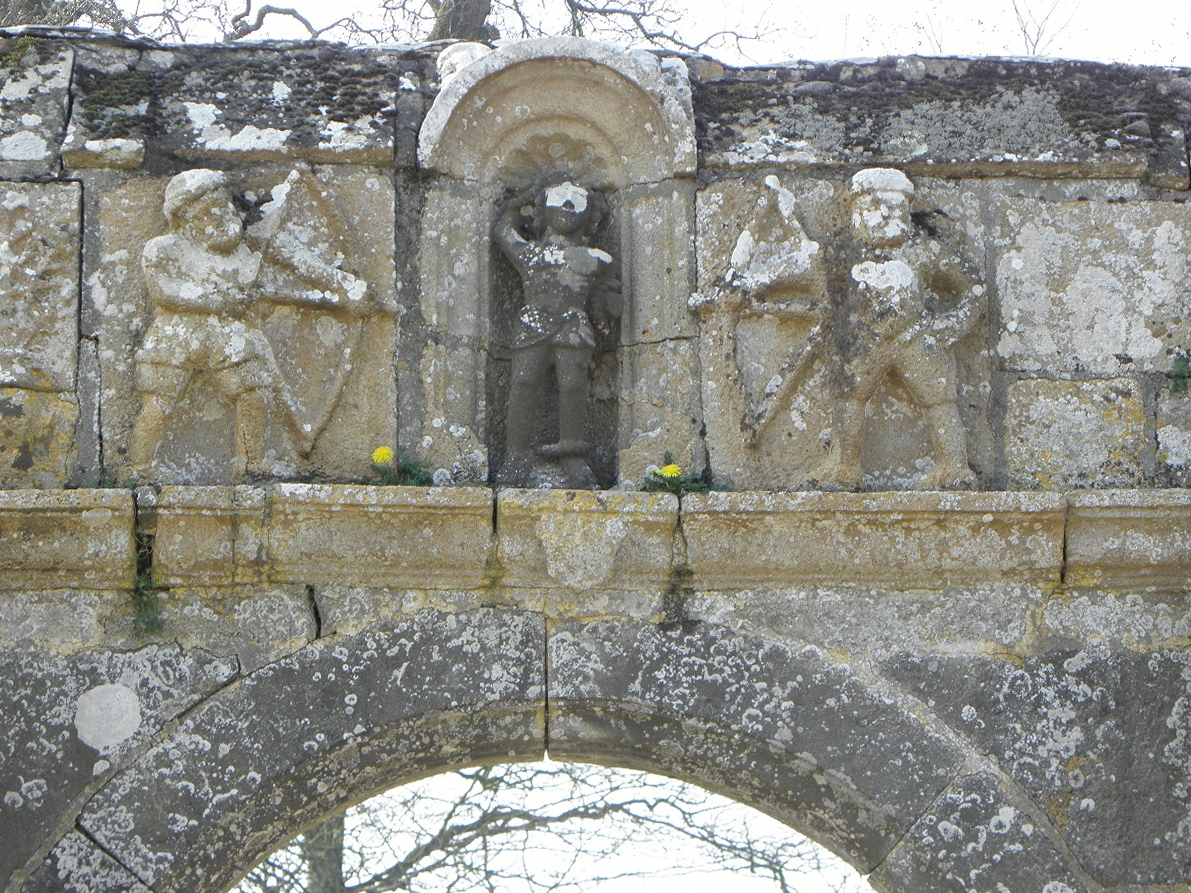
Détail de la porte triomphale.